# Luís Ibáñez Gadea
Luís Miguel Ibáñez Gadea (València, 1958) és un metge i polític valencià, militant del Partit Popular (PP).
Llicenciat en Medicina l'any 1982 per la Universitat de València, Luís Ibáñez s'especialitza en medicina familiar i comunitària. Ha ocupat diversos càrrecs de responsabilitat a la Generalitat Valenciana des del 1995 com el de Director territorial de Sanitat i Consum (1995-1996), Delegat territorial del govern valencià a València (1996-2001), Director general d'Interior (2001-2005), Secretari autonòmic d'Interior (2005-2007) i Secretari autonòmic de Governació (2007-2011). També és membre del Comité Executiu Provincial del PP i membre de la Junta Directiva Regional.
Fou elegit diputat a les Corts Valencianes a les eleccions de 2011.